# Rural Township (comté de Shelby, Illinois)
Pour les articles homonymes, voir Rural Township.
Rural Township est un township du comté de Shelby dans l'Illinois, aux États-Unis,. En 2010, le township comptait une population de 339 habitants.

## Source de la traduction
- (en) Cet article est partiellement ou en totalité issu de l’article de Wikipédia en anglais intitulé « Rural Township, Shelby County, Illinois » (voir la liste des auteurs).